# Bronisław Rejchman
Bronisław Rejchman, Rajchman, Reichman (ur. 30 września 1848 w Warszawie, zm. 22 lutego 1936 tamże) – polski przyrodnik, popularyzator wiedzy przyrodniczej, publicysta, a także taternik i przemysłowiec. Jeden z pierwszych w Polsce propagatorów teorii Darwina.

## Życie
Ukońćzył II Gimnazjum w Warszawie, a następnie rozpoczął studia na Wydziale Fizyko-Matematycznym Warszawskiej Szkoły Głównej. Ukończył je w 1870 uzyskując stopień kandydata nauk przyrodniczych .
W czasie studiów zaangażował się w działalność pozytywistów warszawskich, przede wszystkim poprzez działalność popularyzatorską. Publikował wiele artykułów, recenzji i tłumaczeń. W dyskusjach pozytywistów był wiązany z tzw. „młodą prasą”. Prezentował stanowisko umiarkowane, przeciwne radykalizmowi Aleksandra Świętochowskiego. Skupiał się na kwestiach naukowych, rzadziej społecznych i gospodarczych, unikał natomiast problematyki światopoglądowej .
Najbardziej znanym tematem jego artykułów była teoria Darwina, której był jednym z pierwszych popularyzatorów w Polsce. Jego Teoria Darwina podług popularnej prelekcji Ludwika Büchnera (1869), będąca przekładem fragmentów odczytów Ludwika Büchnera, jest pierwszą pracą przedstawiąjącą po polsku teorię Darwina. Na temat darwinizmu publikował w licznych czasopismach, zwracając uwagę na jego ugruntowanie w materiale empirycznym (anatomia porównawcza, fizjologia, embriologia. Opisywał również możliwe konsekwencje tej teorii dla innych nauk i dla życia społecznego (formułował wnioski bliskie darwinizmowi społecznemu). Prócz koncepcji Darwina Rajchman omawiał (również krytycznie) także dorobek Ernsta Haeckela, Georgesa Cuviera, Karola Linneusza, Louisa Agassiza i Jean-Baptiste’a de Lamarcka .
Współpracował z licznymi czasopismami: Kurierem Warszawskim, Przeglądem Tygodniowym, Ateneum, Niwą, Wszechświatem (którego był jednym z pomysłodawców, a w latach 1884–1885 członkiem komitetu redakcyjnego). Był współzałożycielem i redaktorem tygodnika popularnonaukowego Przyroda i Przemysł .
Był znawcą i popularyzatorem Tatr, blisko związanym z Tytusem Chałubińskim. Jako jeden z pierwszych taterników zdobył Rysy od strony południowo-zachodniej (1877), Wołowcową Przełęcz (1877) i przeszedł z Kołowego Szczytu przez Jastrzębią Dolinę wprost w dół do Zielonego Stawu Kiezmarskiego (1878) .
W ramach swojej działalności społecznej starał się m.in. walczyć z alkoholizmem wśród robotników. Dzięki jego działaniom w Warszawie powstały 24 punkty sprzedające tanią herbatę, która miała zastąpić napoje alkoholowe. Był również jednym z inicjatorów powstania Ogrodu Zoologicznego w Warszawie (otwartego w 1884) oraz jednym z założycieli Towarzystwa Ogrodniczego Warszawskiego .
Od końca lat 70. XIX w. zajął się również działalnością gospodarczą. W 1878, wraz ze Stanisławem Janem Czarnowskim, założył Spółkę Nakłądową, a w 1884 Spółkę Nakładową Warszawską, których celem było wydawanie literatury naukowej i popularyzatorskiej. W 1883 założył Biuro Elektrotechniczne Abakanowicz i Spółka, a w 1884 fabrykę ogniw galwanicznych. W późniejszych latach pochłonięty był ich działalnością, zaprzestając publikowania .
Jest pochowany na cmentarzu Ewangelicko-Reformowanyn w Warszawie przy ul. Żytniej, kwatera W, rząd 1, miejsce 5.

## Dzieła
- Teoria Darwina podług popularnej prelekcji Ludwika Büchnera (Warszawa 1969)
- Teorya Darwina i hypotezy Haeckel’a w treściwym zarysie: rzut oka na kwestyą pochodzenia gatunków (Warszawa 1873),
- Wędrówki węgla (1874),
- Pierwsze praktyczne poznajomienie sie̜ ze światem zwierze̜cym, współautor (1874),
- Jędrzéj Śniadecki i Darwin: przyczynek do dziejów piśmiennictwa naukowego polskiego (1874),
- Wycieczka do Morskiego Oka przez przełęcz Mięguszowiecką (Ateneum, 1877),
- Wpływ rozrzedzonego i zgęszczonego powietrza na istoty żyjące (Ateneum, 1878),
- Wśród białej nocy (Ateneum, 1879),
- Wycieczka na Łomnicę odbyta pod wodzą dra T. Chałubińskiego (1879),
- Z Dalekiego Wschodu: wrażenia, obrazki, opisy z dobrowolnej podróży po Syberyi (Warszawa 1881),
- Kraków w marcu (Kłosy, 1882),
- Tatry i Towarzystwo Tatrzańskie (Kłosy, 1882),
- Teorya Darwina w stosunku do nauki i życia: szkic ogólny (Warszawa 1882),
- Samojedzi. Studium etnologiczne (druk w odcinkach w czasopiśmie Wszechświat 1882, całość: 1889),
- Laska czarnoksięska i poszukiwania (druk w odcinkach w czasopiśmie Wszechświat 1883),
- O zmysłach człowieka. Odczyt sir Williama Thomsona, miany w Midland Institut w Birmingham (druk w odcinkach w czasopiśmie Wszechświat 1884).